# هيث (تكساس)
هيث (بالإنجليزية: Heath, Texas)‏ هي مدينة تقع في مقاطعة روكوول، تكساس, مقاطعة كوفمان، تكساس بولاية تكساس في شمال شرق الولايات المتحدة. تبلغ مساحة هذه المدينة 17.9 (كم²)، وترتفع عن سطح البحر 153 م، بلغ عدد سكانها 4149 نسمة في عام 2000 حسب إحصاء مكتب تعداد الولايات المتحدة وتصل الكثافة السكانية فيها 233.5 نسمة/كم2.

## وصلات خارجية
- heathtx.com
- The US50 - Cities and Towns in Texas State